# Naval Gijón
Naval Gijón S.A. o NAGISA fue una empresa de astilleros navales cuyas instalaciones se ubicaron en Gijón, España. El astillero estuvo operativo desde 1984 hasta su cierre en 2009. Su continuo declive y pérdida de actividad lo convirtió en un símbolo de la desindustrialización de la ciudad, siendo conocido por las constantes movilizaciones de sus trabajadores. En los 2020, sus suelos, ubicados en El Natahoyo, se reorientaron como parque empresarial de economía azul con el proyecto Naval Azul, promovido por el Ayuntamiento de Gijón. 

## Historia
La empresa se creó en 1984 como resultado de la fusión de dos empresas:
- Dique Duro Felguera, que había sido fundada como Cifuentes, Stoldtz y Compañía en 1888, cuando la Fábrica de Maquinaria, Fundición, Calderería y Dique Seco de Cifuentes, Stoldtz y Compañía fundada por Anselmo Cifuentes en 1855, constituyó la sociedad, que construyó un dique seco en el Natahoyo para la reparación de buques. En 1940 Duro Felguera compra Cifuentes, Stoldtz y Compañía y pasa a ser el Dique Duro Felguera.[2]
- Compañía Marítima del Musel, que se había fundado en 1953 en Jove y estaba especializada en la construcción de buques pesqueros.

En los 2000 el astillero tenía una actividad limitada. Los encargos eran escasos, y entre cada pedido se despedía a la plantilla, lo que generaba una gran conflictividad laboral.La calle Mariano Pola vivió durante varias jornadas movilizaciones de la plantilla, a menudo de carácter violento, con enfrentamientos contra el Cuerpo Nacional de Policía (cuya comisaría se encuentra próxima). Habitualmente los trabajadores emplearon las grúas del astillero para bloquear la calle con contenedores o chatarra y hacían barricadas, siendo el último símbolo de lucha obrera en la ciudad. Destacó el papel de los sindicalistas Juan Manuel Martínez Morala y Cándido González Carnero, los cuales fueron procesados y condenados por la destrucción de la caja de conexiones de uno de los sistemas de control de tráfico por vídeo en 2005 y pasaron diecinueve días encarcelados en el Centro penitenciario de Asturias. Estos dos sindicalistas, y la conflictividad laboral del proceso, inspiró la película de 2002 Los lunes al sol. Previamente, en 2000, la banda Ska-p publicó la canción Naval Xixón, sobre la conflictividad obrera.
En 2001 la sociedad fue adquirida por Astilleros Asturianos, un consorcio integrado por seis empresas de construcción naval asociadas a PYMAR. En 2009 cesó su actividad y se extinguieron los contratos de los últimos 40 trabajadores. Había entrado en barrena cuando el armador estadounidense MTMM canceló el pedido del buque quimiquero «Chembulk Savannah» tras negarse el astillero a rebajar el precio por la demora en su entrega. En septiembre de 2009 comenzó el desmantelamiento de las instalaciones, comenzando por las grúas.
Años antes de su cierre, había construido los mayores barcos que se hayan hecho en Gijón: los quimiqueros «Siri Knutsen», en el año 2004, y «Gijón Knutsen», en el 2006, con más de 35.000 toneladas de peso muerto.

## Proyecto urbanístico con los terrenos
El terreno empleado por los astilleros, propiedad de la Autoridad Portuaria de Gijón, quedó baldío. En los veranos de los 2010 ese terreno fue alquilado al Ayuntamiento de Gijón para organizar la Semana Negra, abriendo el espacio a la ciudadanía.
El suelo de los antiguos astilleros, junto al mar, estuvo comprometido para albergar usos económicos y no residenciales (lo contrario a la ordenación de la playa de Poniente en los 1990, que incluyó viviendas de lujo y el Acuario de Gijón). La intención era que ese suelo siguiera siendo productivo a la vez que abierto a la ciudadanía como litoral, y así se recogió, tras presiones de la antigua plantilla, en el Plan General de Ordenación aprobado en enero de 2019. La intención era crear un parque empresarial vinculado a la economía azul, es decir, la asociada a las actividades marítimas. Concretamente, en la ficha urbanística se recogió que el 80% del suelo iría destinado a usos empresariales y el 20% a servicios, como hostelería, sin ninguna vivienda. También incluyó la construcción de un paseo marítimo y un vial interno.
La empresa PYMAR llevó a la ficha urbanística a los tribunales, puesto que estaba interesado en edificar viviendas en una parcela que era suya desde 2005. En 2023 el Tribunal Supremo de Asturias les negó la razón, despejando urbanísticamente la creación de un parque empresarial.
En marzo de 2024 la Autoridad Portuaria de Gijón acordó vender el suelo de Naval Gijón al Ayuntamiento de Gijón por 4,6 millones de euros. El 13 de diciembre de 2024, en un acto protagonizado por la alcaldesa de Gijón, Carmen Moriyón, y el presidente de la Autoridad, Laureano Lourido, el Ayuntamiento compró los terrenos. No obstante, quedaba por comprar otra parcela propiedad de PYMAR. El tercer gobierno de Carmen Moriyón creó la marca Naval Azul para promocionar esos terrenos como parque empresarial.

## Historia de la actividad astillera en la ciudad
El astillero Cifuentes, Stoldtz y Compañía (Dique Duro Felguera desde 1940), origen de Naval Gijón, fue fundado en 1888 y fue el primero en ubicarse en Gijón. En 1900 se funda Constructora Gijonesa en un emplazamiento contiguo al dique de Stoldtz, que es adquirida por Manuel Loring, conde de Mieres en 1909. En 1917 se amplían sus instalaciones, y en 1925 lo adquiere la familia Juliana, por lo que adopta el nombre de Juliana Constructora Gijonesa, para ser vendido en 1956 a Astilleros Euskalduna, que a su vez se convirtieron en Astilleros Españoles en 1969 y en IZAR en 2000. La factoría de Juliana se denominó entonces IZAR Gijón, pero recuperó el nombre de Factorías Juliana cuando es adquirida en 2006 por Factorías Vulcano S.A., que, a su vez, vende las instalaciones a Astilleros Armón en 2010. En 1902 la sociedad comanditaria Riera, Menéndez y Cía. creó un tercer astillero en Gijón: Astilleros G. Riera en La Calzada, y en 1906 se crea un cuarto: Astilleros del Cantábrico, en El Natahoyo, a continuación de los muelles de Fomento. En 1939, la propiedad de Astilleros del Cantábrico pasa a Ángel Riva Suardíaz, y en 1952 se fusiona con Astilleros G. Riera, convirtiéndose en Astilleros Cantábrico y Riera, que cierra en 1985. Sobre sus dársenas se halla hoy el Acuario de Gijón.